# Forte rosso di Agra
Il Forte di Agra è un patrimonio mondiale dell'umanità dell'UNESCO situato ad Agra, in India. Il forte è conosciuto anche come Lal Qila, Fort Rouge e Forte rosso di Agra. Si trova a circa 2,5 km a nord-ovest dall'altro famosissimo monumento della città, il Taj Mahal.
La fortezza deve il suo nome al materiale utilizzato per la costruzione: l'arenaria rossa, menzionata per la prima volta nel 1080 e il primo sultano che si trasferì da Delhi alla volta della fortezza fu Sikandar Lodi (1487-1517). In seguito Akbar il Grande (1542-1605) voleva rendere Agra la capitale dell'impero moghul ma arrivò nella fortezza solo poco prima della sua morte.
Shah Jahan, il cui regnò durò dal 1628 al 1658, effettuò molti lavori all'interno erigendo palazzi e moschee di marmo bianco intarsiato con pietre preziose.

## Storia
La struttura attuale fu costruita dai Moghul, anche se in quel luogo esisteva già un forte dall'XI secolo. Il forte di Agra era in origine in mattoni ed era noto come Badalgarh, sotto il dominio di Raja Badal Singh, Sikarwar indù Rajput intorno al 1475. Appare per la prima volta nelle fonti nel 1080, quando venne conquistato da un esercito Ghaznavide. Sikandar Lodi (1488-1517) è stato il primo sultano di Delhi che si trasferì ad Agra e visse nel forte. Governò il paese da qui e Agra assunse l'importanza di seconda capitale. Morì nel forte nel 1517 e suo figlio, Ibrahim Lodi la tenne per nove anni fino a quando fu sconfitto e ucciso a Panipat nel 1526. Diversi palazzi, pozzi e una moschea sono stati costruiti da lui durante il suo regno.

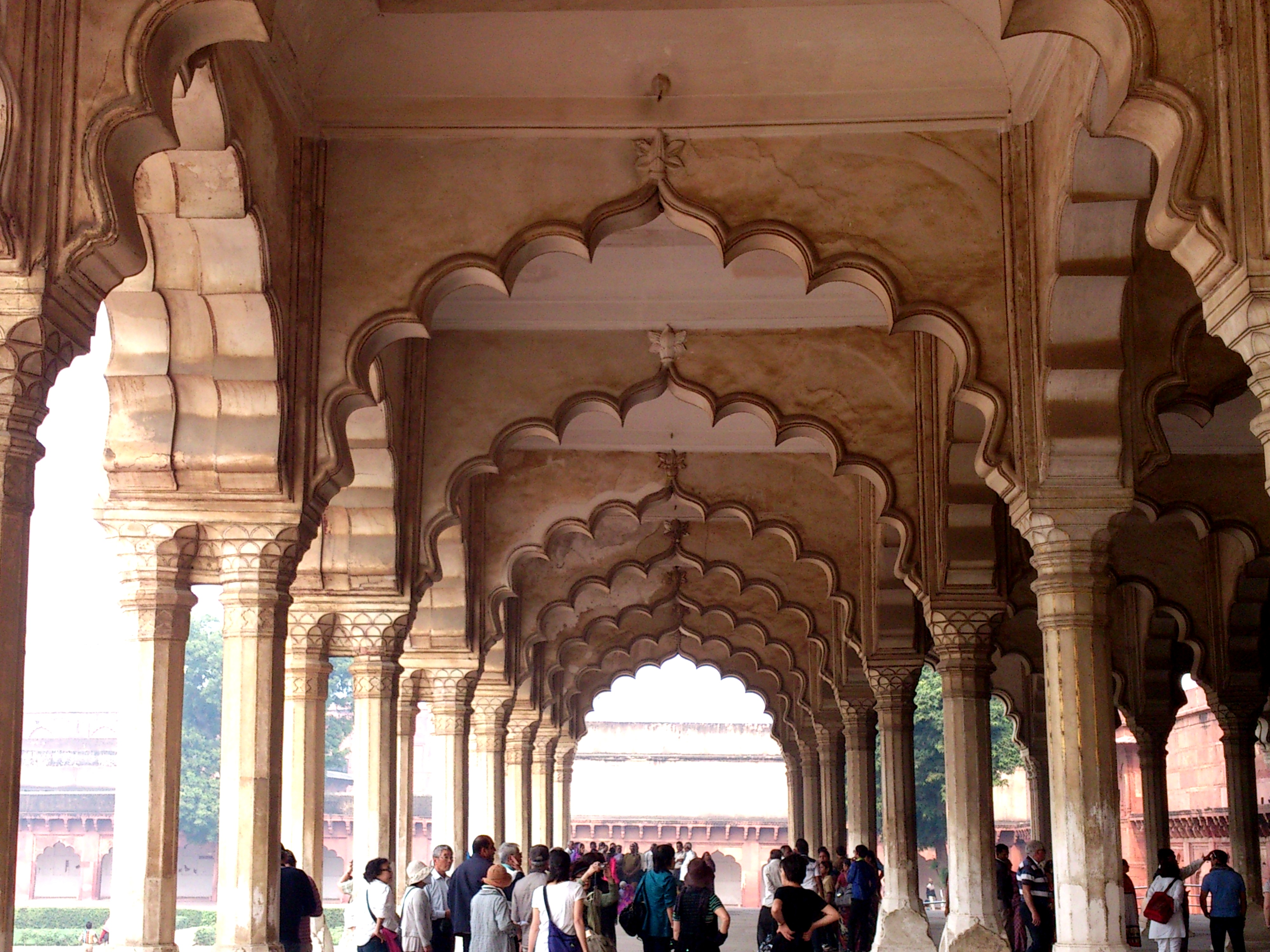
Diwan-i-Aam

La tomba dei Lodi fu costruita con la stessa pietra del Forte di Agra.
Dopo la prima battaglia di Panipat, nel 1526, il vittorioso Babur si stabilì nel forte, nel palazzo di Ibrahim Lodi. Egli successivamente vi costruì un pozzo a gradini. L'imperatore Humayun venne incoronato nel forte nel 1530 ma venne poi sconfitto a Bilgram, nel 1540, da Sher Shah. Il forte rimase poi nelle mani dei Suri fino al 1555, quando Humayun lo riconquistò. Il generale di Adil Shah Suri, Hemu, riconquistò Agra nel 1556 ed inseguì i governanti fino a Delhi dove si scontrò con i Moghul nella Battaglia di Tughlaqabad.

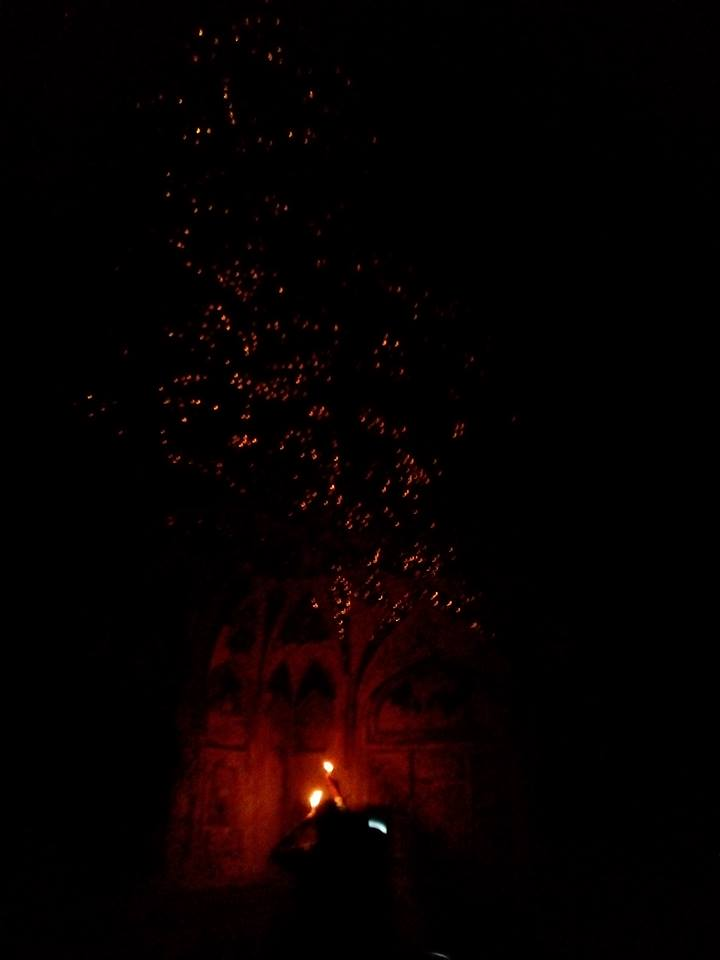
Sheesh Mahal, Forte di Agra: effetti prodotti dalle candele nello Sheesh Mahal, Forte di Agra.

Compresa l'importanza della sua posizione centrale, Akbar ne fece la sua capitale e arrivò ad Agra nel 1558. Il suo storico, Abu'l-Fazl, scrisse che il forte in mattoni noto come Badalgarh era in condizioni di rovina: Akbar lo fece ricostruire con arenaria rossa proveniente da Barauliu, in Rajasthan. Gli architetti fecero le fondazioni ed usarono mattoni nel nucleo interno e arenaria per le superfici esterne. Circa 4.000 uomini lavorarono tutti i giorni per otto anni e il forte fu completato nel 1573.
Ma soltanto durante il regno del nipote di Akbar, Shah Jahan, il sito raggiunse l'attuale struttura. A differenza di suo nonno, Shah Jahan tendeva a costruire edifici in marmo bianco. Egli distrusse alcuni degli edifici precedenti all'interno del forte per costruire il suo.
Alla fine della sua vita, Shah Jahan venne deposto da suo figlio Aurangzeb. Si dice che Shah Jahan morì nella Muasamman Burj, una torre in marmo bianco con un balcone che dava sul Taj Mahal: la vista era proprio sul bellissimo mausoleo che la leggenda vuole che Shah Jahan abbia costruito in memoria della moglie, Mumtaz Mahal.
Il forte venne invaso e conquistato dall'impero Maratha nei primi anni del XVIII secolo. Successivamente, passò più volte di mano tra i Maratha e i loro nemici. Dopo la catastrofica sconfitta alla terza battaglia di Panipat, ad opera di Ahmad Shah Abdali nel 1761, i Maratha rimasero fuori dalla regione per il successivo decennio. Infine Mahadji Shinde prese il forte nel 1785. Venne poi perso dai Maratha in favore dei britannici durante la seconda guerra anglo-Maratha, nel 1803.
Il forte fu teatro di una battaglia nel corso della ribellione indiana del 1857, che portò alla fine del dominio sull'India della British East India Company, e portò ad un secolo di dominio britannico.

## Struttura

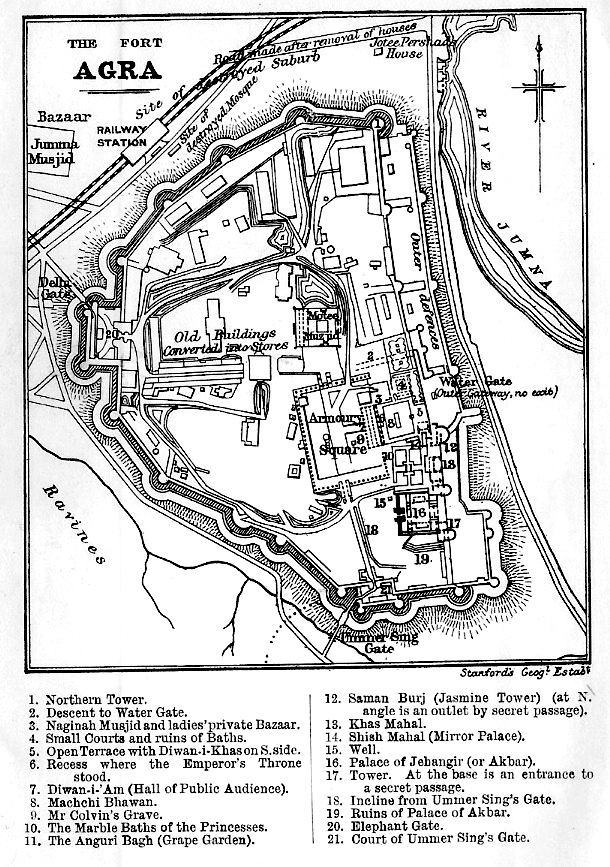
Pianta del Forte rosso di Agra dal Murray's Handbooks for Travellers 1911

Il forte copre una superficie di 380.000 m2 ed ha pianta semicircolare, con il diametro parallelo al fiume e con mura alte 23 metri. Sono intervallate da enormi bastioni circolari, con merli, feritoie, caditoie e marcapiani. Quattro porte si aprono sui quattro lati, e la porta Khizri sul fiume.
Due delle porte sono degne di nota: la "porta Delhi" e la "porta Lahore." Quest'ultima è conosciuta popolarmente come "Amar Singh Gate," da Amar Singh Rathore.
La monumentale porta Delhi, di fronte alla città nella zona occidentale del forte, è considerata la più importante delle quattro porte e uno dei capolavori dei tempi di Akbar. Venne costruita intorno al 1568 sia come porta di sicurezza che formale ingresso per l'imperatore, e comprende caratteristiche legate ad entrambi gli usi. Fu impreziosita con intarsi in marmo bianco. Un ponte di legno veniva utilizzato per attraversare il fossato e raggiungere la porta; all'interno, una porta chiamata Hathi Pol ("porta dell'elefante") - sorvegliata da due elefanti in pietra a grandezza naturale, con i loro piloti - aggiungeva un ulteriore livello di sicurezza. Il ponte levatoio, retrattile e ruotabile a 90 gradi, tra la porta esterna ed interna, rendeva l'ingresso inespugnabile. Durante un eventuale assedio, gli aggressori avrebbero dovuto utilizzare degli elefanti per cercare di schiantare le porte della fortezza. La mancanza di spazio diritto per far guadagnare velocità agli elefanti, rendeva inefficace il loro impiego.
La porta è oggi usata dall'esercito indiano e quindi non è aperta al pubblico. I tursti accedono dal forte attraverso la porta Amar Singh.
Il sito è molto importante in termini di storia dell'architettura. Abul Fazal ha riportato che nel forte vennero costruiti cinquecento edifici negli stili del Bengala e Gujarat. Alcuni sono stati demoliti da Shah Jahan per far posto ai suoi palazzi di marmo bianco. La maggior parte degli altri sono stati distrutti dagli inglesi tra il 1803 e il 1862 per creare una caserma. Solo una trentina di edifici Moghul sono sopravvissuti sul lato sud-est, di fronte al fiume. Di questi, la Porta di Delhi e la porta di Akbar oltre a un palazzo - "Bengalese Mahal" - sono rappresentativi dell'architettura di Akbar.
La Akbar Darwazza (porta Akbar) venne rinominata porta Amar Singh dai britannici. La porta è simile a quella di Delhi. Entrambe sono costruite in arenaria rossa.
Il Bengali Mahal è anche costruito in arenaria rossa ed è oggi diviso in due edifici, Akbari Mahal e Jahangiri mahal.

## Galleria d'immagini

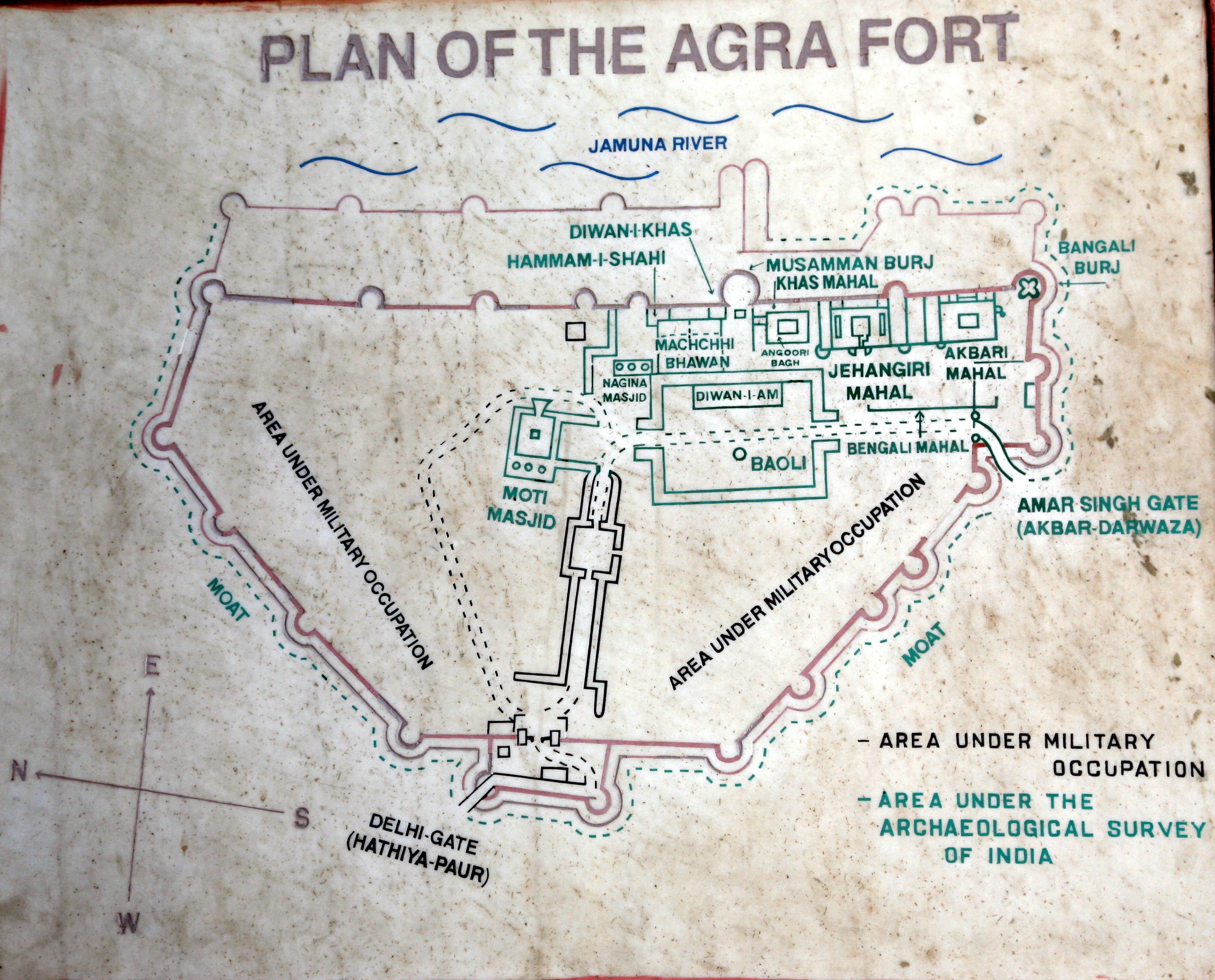
Pianta del Forte Agra esposta al forte nel 2008
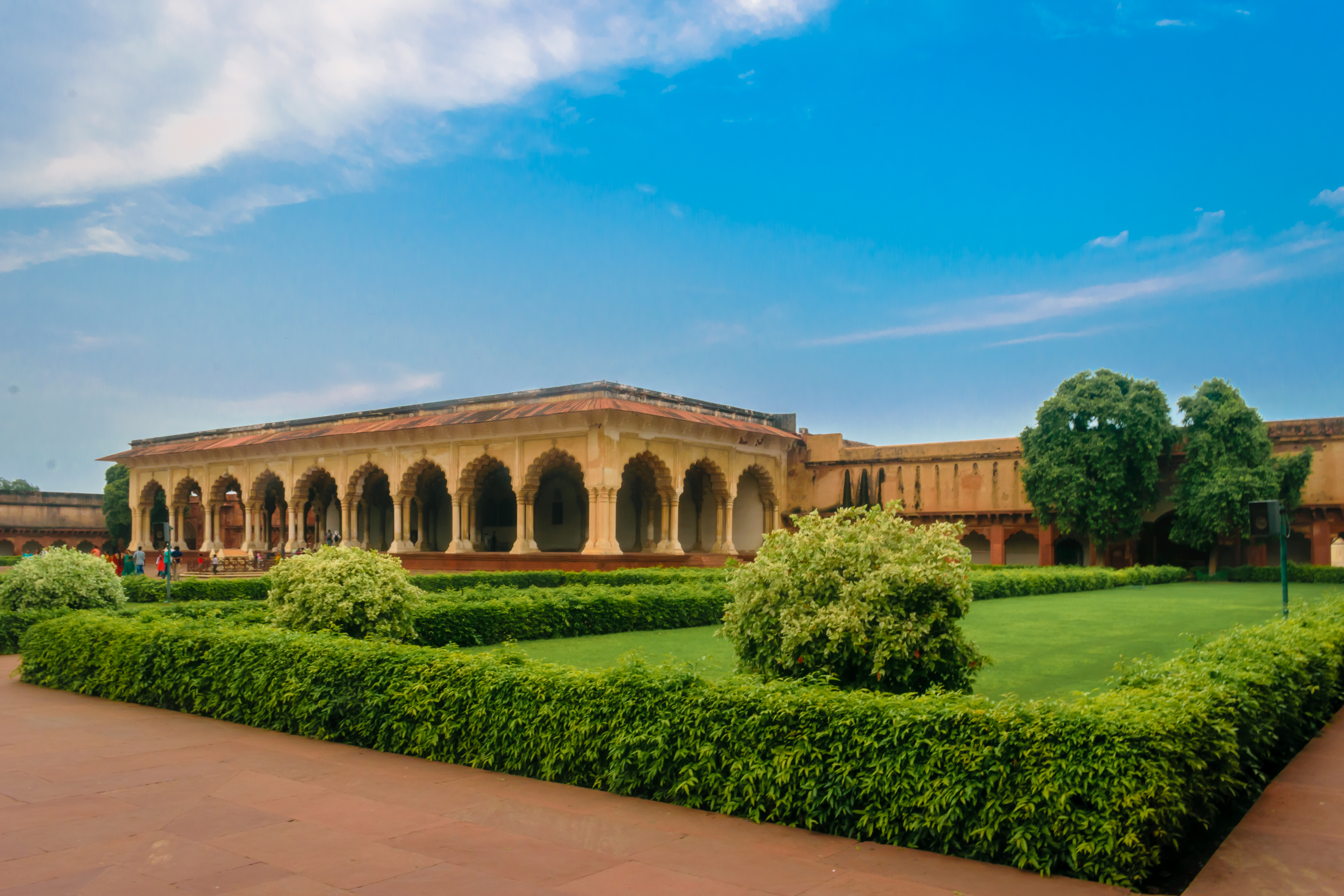
Esterno del Diwan-i-Am o Sala delle udienze pubbliche
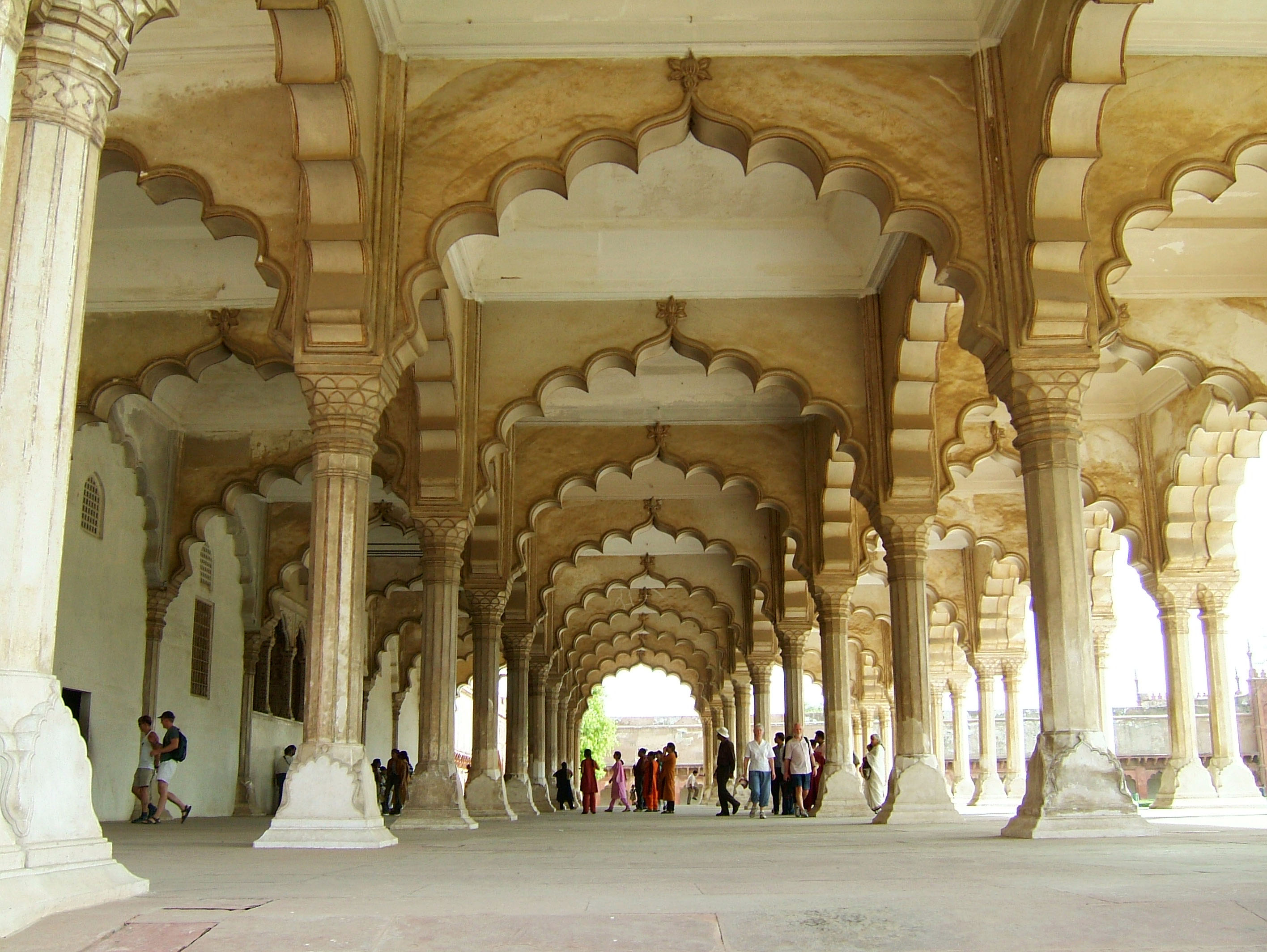
Interni del Diwan I Am (Sala delle udienze pubbliche)
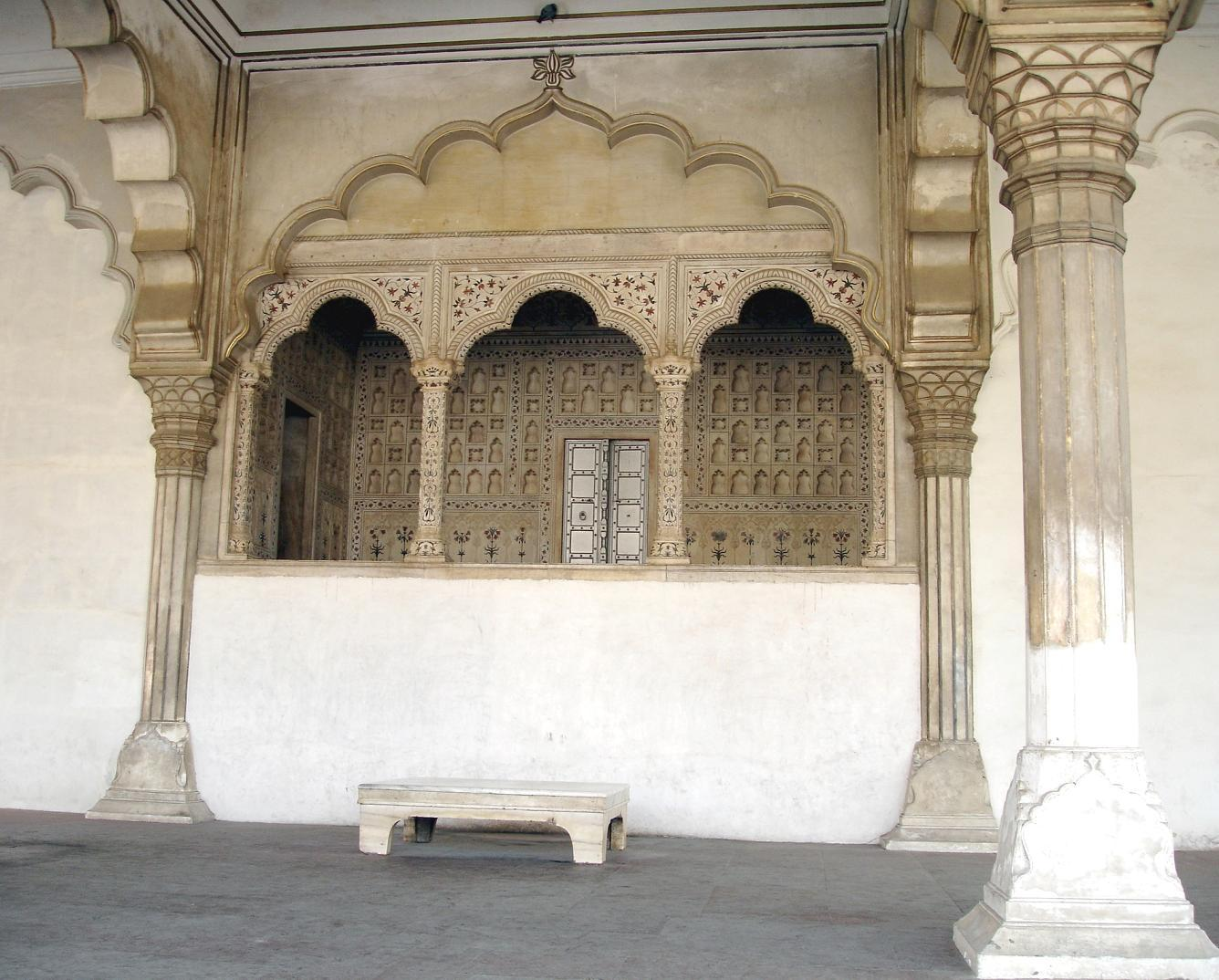
Diwan I Am (Sala delle udienze pubbliche)
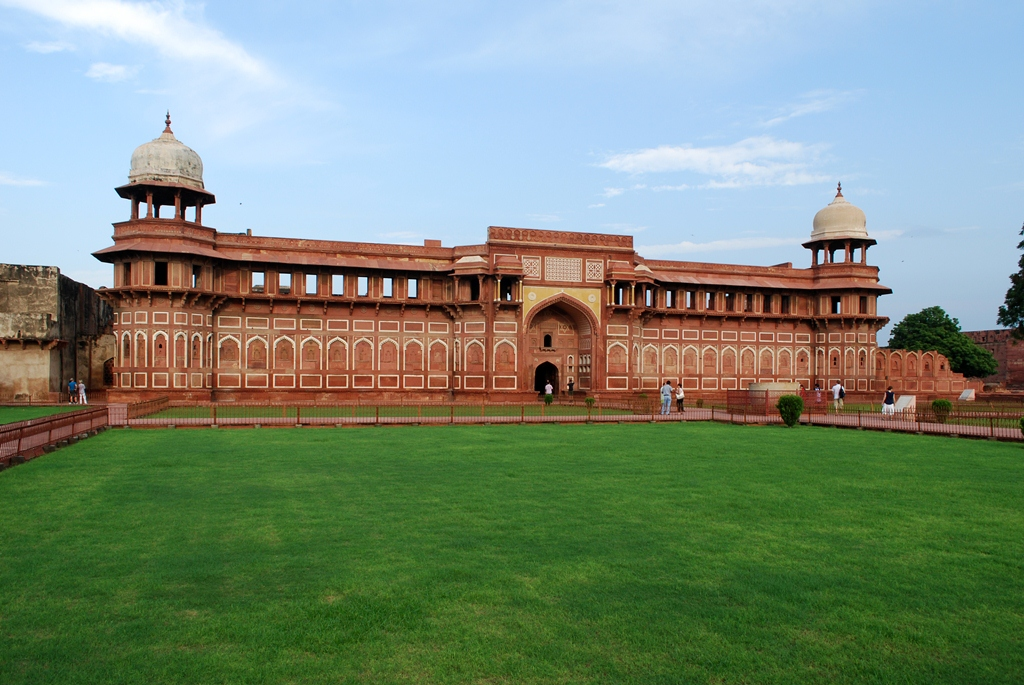
Palazzo Jahangir
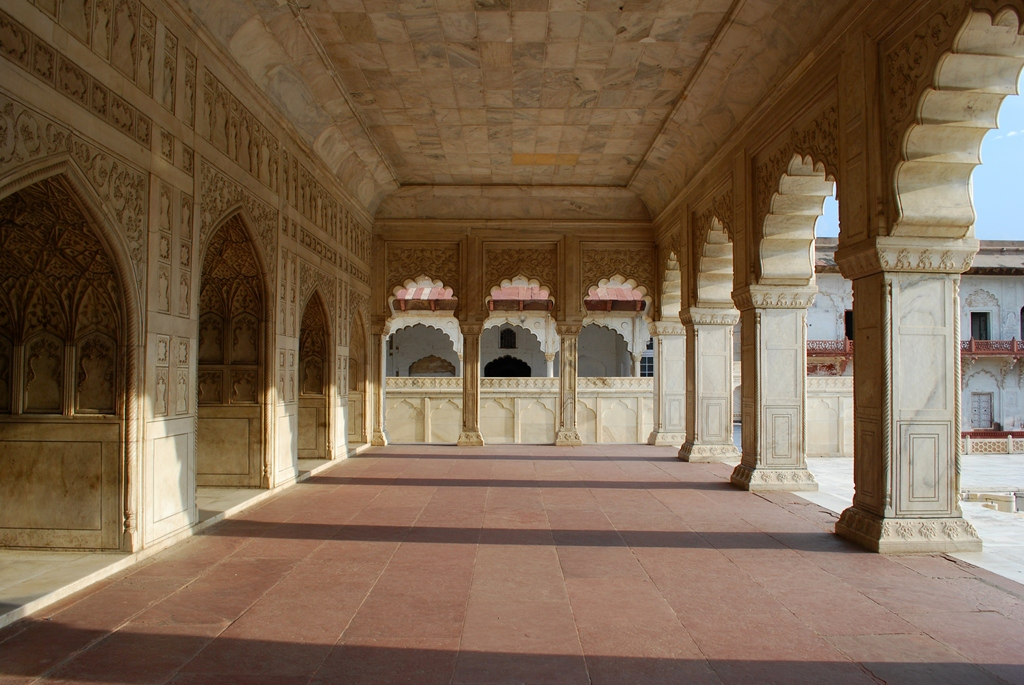
Diwan-e-Khas
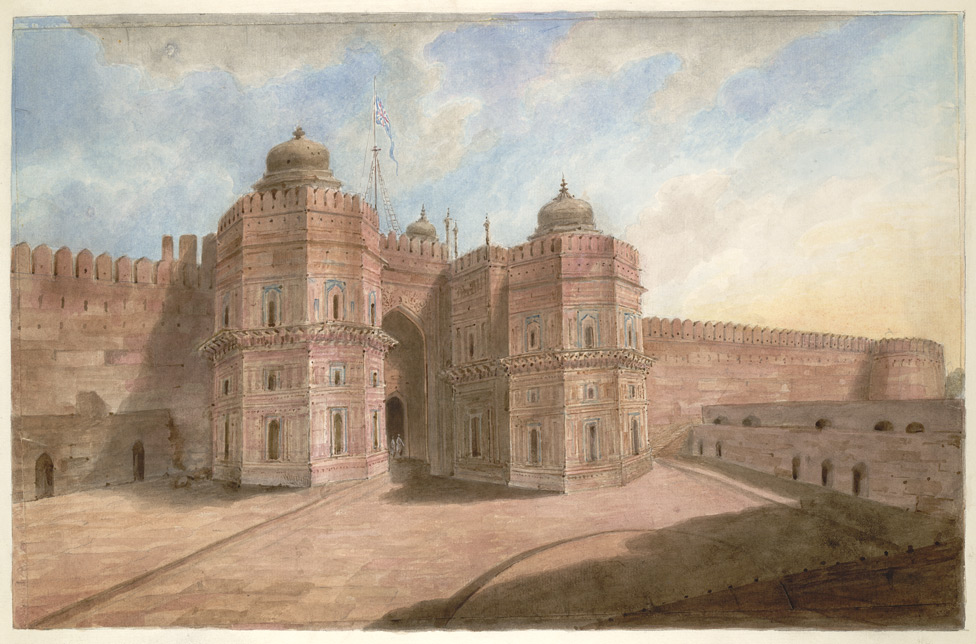
Porta di Delhi, di Seeta Ram, 1814–15
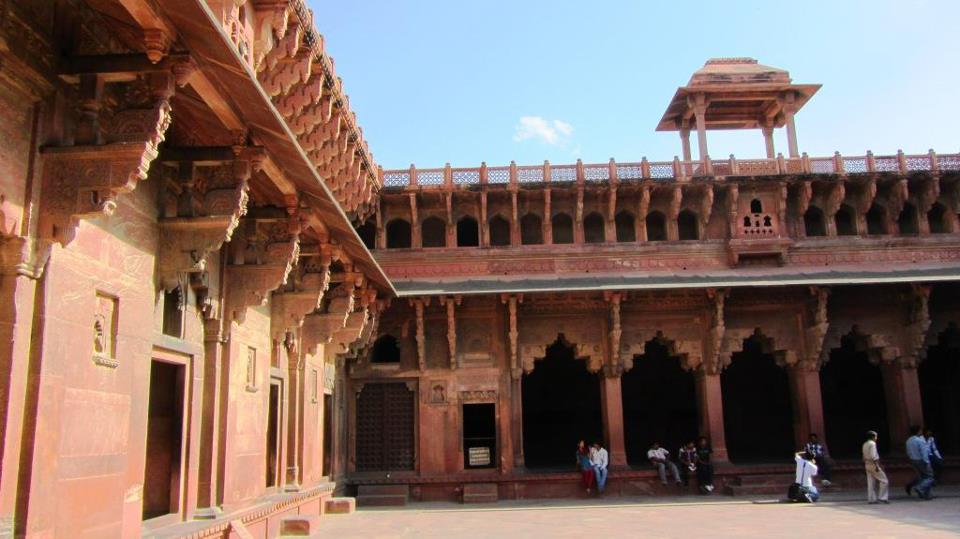
Interni del Forte Agra
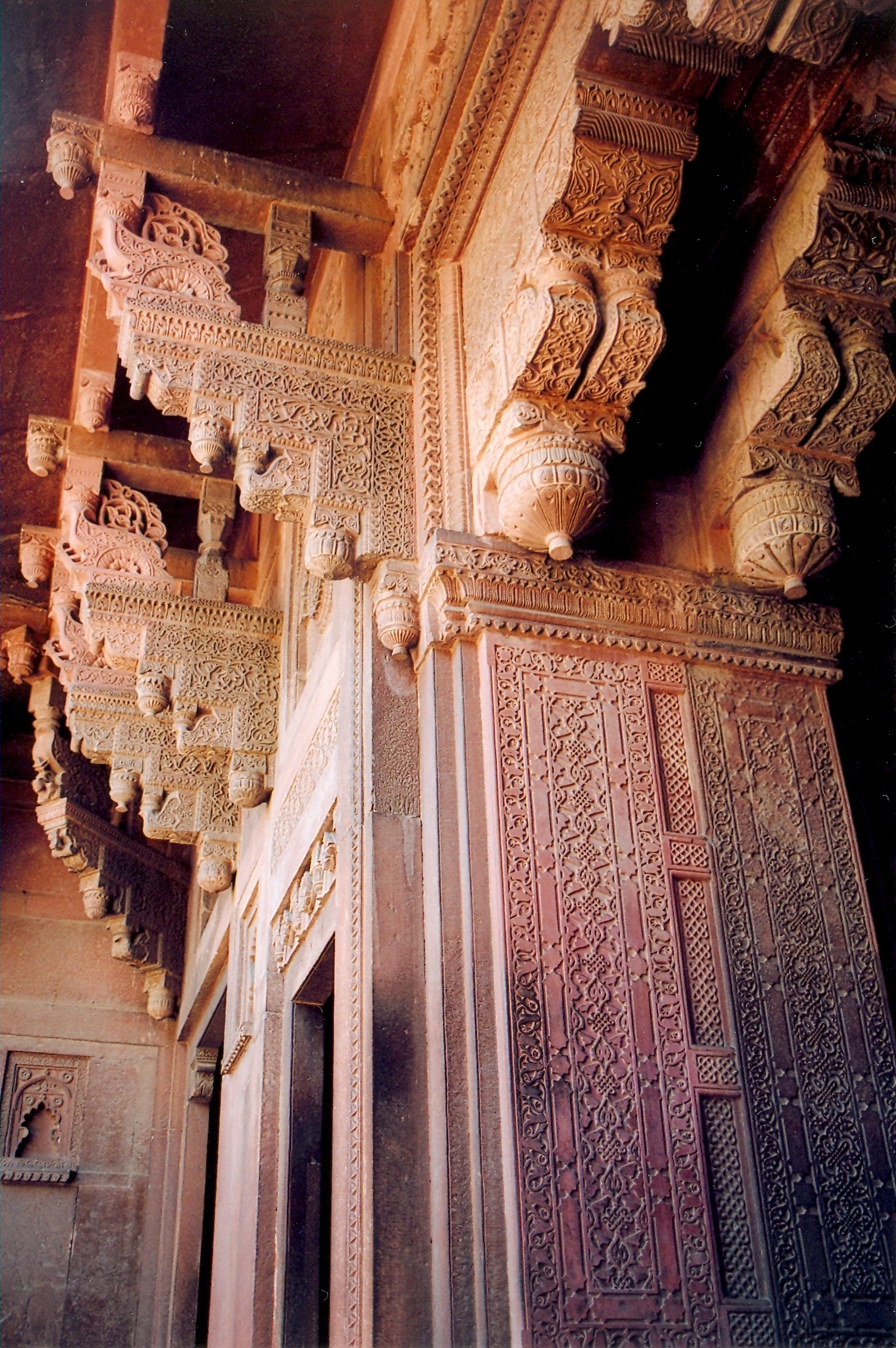
Colonna decorata
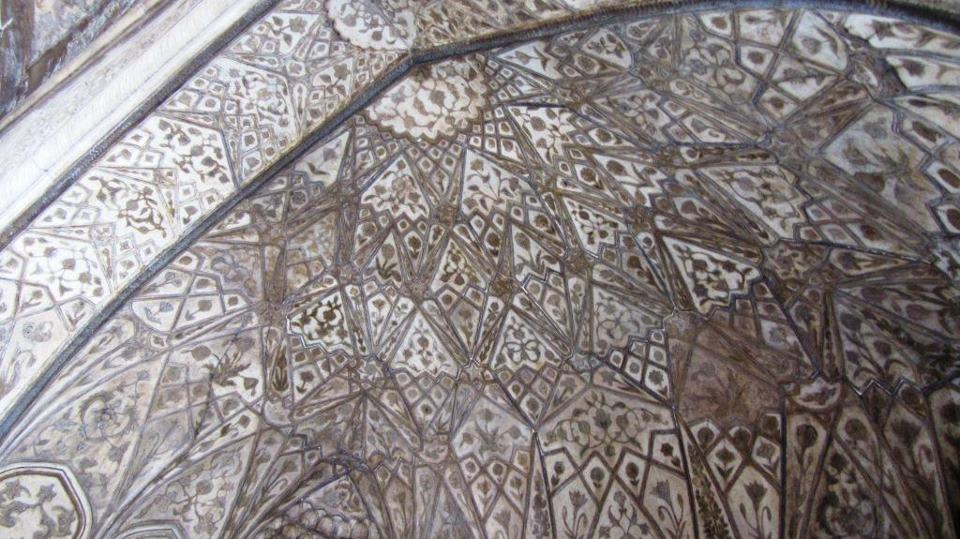
Decorazioni sul soffitto
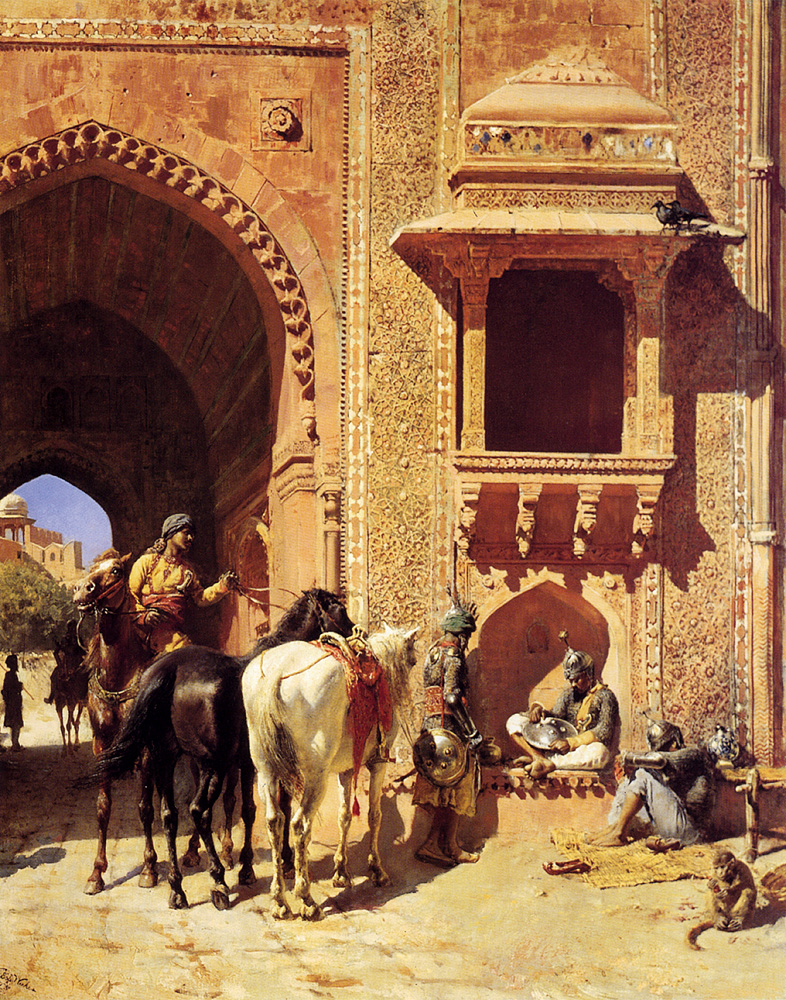
Porta Edwin
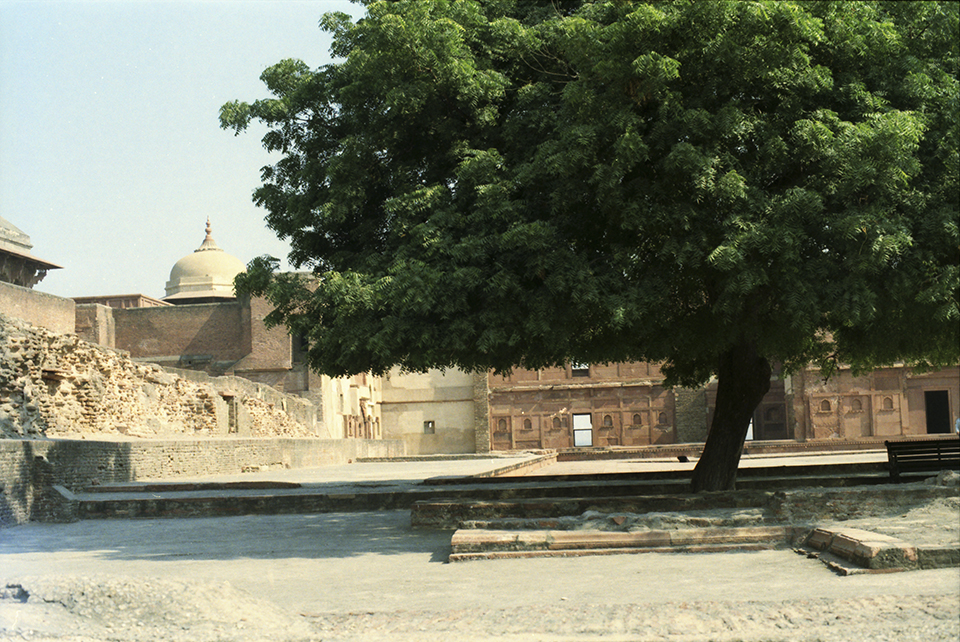
Interno del Forte
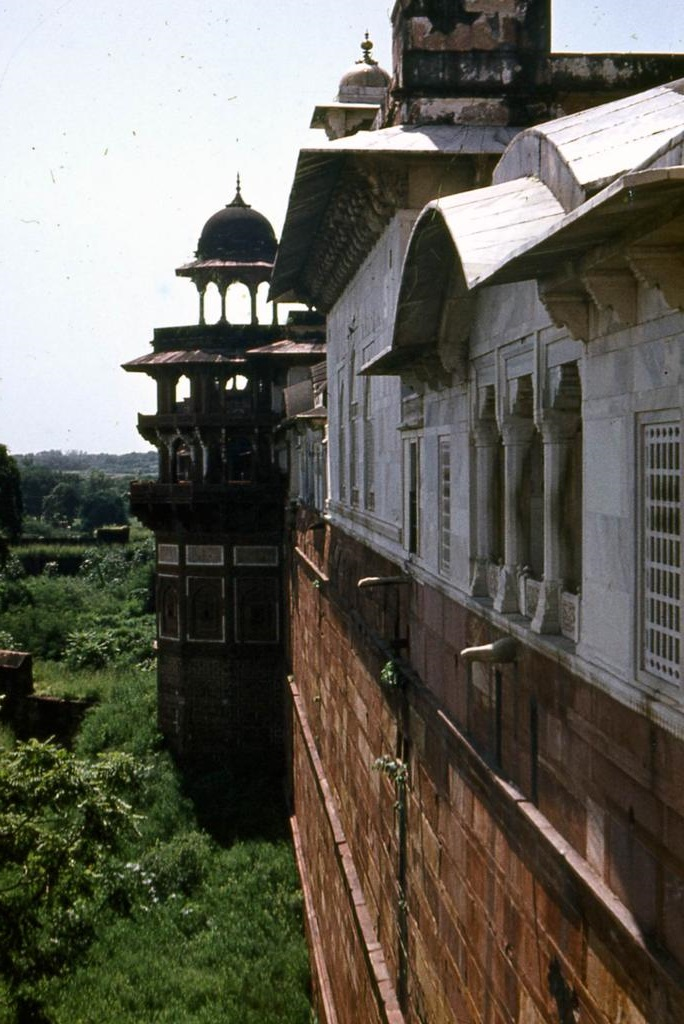
Forte rosso. Vista esterna